# Austropurcellia capricornia
Austropurcellia capricornia - gatunek kosarza z podrzędu Cyphophthalmi i rodziny Pettalidae.

## Biotop
Bytuje w ściółce.

## Występowanie
Gatunek endemiczny dla Australii. Znany z Finch Hatton w Queensland.